# Ủy ban Nhân dân Bắc Triều Tiên
Ủy ban Nhân dân Bắc Triều Tiên (Chosŏn'gŭl: 북조선인민위원회; Pukchosǒn Inmin Wiwŏnhoe, Hán Việt: Bắc Triều Tiên Nhân dân Ủy viên hội) là một chính phủ được thành lập bởi Kim Nhật Thành sau khi ông tuyên bố tách khỏi Chính phủ lâm thời Đại Hàn Dân Quốc trong thời kỳ mở đầu của Chiến tranh Lạnh cùng với sự lãnh đạo của Đảng Lao động Triều Tiên (mà tiền thân là Đảng Cộng sản Triều Tiên). Đây là một chính phủ tồn tại được sự hậu thuẫn bởi Liên Xô và luôn ở thế đối đầu với Chính phủ lâm thời Đại Hàn Dân quốc do Mỹ hậu thuẫn ở phía nam Vĩ tuyến 38 trên bán đảo này.
Quốc kỳ của Bắc Triều Tiên ban đầu được sử dụng cờ Takeuga để cho phù hợp với truyền thống quốc gia, nhưng sau này chính phủ Đại Hàn Dân quốc đã sử dụng cờ này và nhằm đảm bảo phù hợp với những quốc gia cộng sản nên khi Cộng hòa Dân chủ Nhân dân Triều Tiên được thành lập đã sử dụng cờ có ngôi sao năm cánh và nền đỏ tượng trưng cho ý chí đấu tranh cách mạng và tinh thần yêu nước của toàn Đảng toàn dân. Màu trắng của hai viền và bao quanh ngôi sao đỏ tượng trưng cho tính thống nhất và duy nhất của dân tộc, rìa cờ màu xanh da trời biểu thị nguyện vọng thiết tha yêu chuộng hòa bình. Lá cờ này được sử dụng cho đến ngày nay.

## Tổ chức
Ủy ban Nhân dân Bắc Triều Tiên được tổ chức trong phiên họp đầu tiên của Hội đồng Nhân dân Bắc Triều Tiên được tổ chức vào ngày 21 tháng 12 năm 1947. Phiên họp đã quyết định chuyển quyền lực của Ủy ban Nhân dân lâm thời Bắc Triều Tiên sang Ủy ban Nhân dân Bắc Triều Tiên, và bầu Kim Nhật Thành làm chủ tịch dựa trên đề xuất của người đứng đầu Mặt trận Dân chủ Thống nhất Tổ quốc là Choi Yong-kun.
Hội đồng nhân dân đã ủy quyền cho Kim Nhật Thành để tổ chức Ủy ban nhân dân.
| Chức vụ                   | Tên            | Đảng phái                |
| ------------------------- | -------------- | ------------------------ |
| Chủ tịch                  | Kim Nhật Thành | Đảng Lao động            |
| Phó chủ tịch              | Kim Chaek      | Đảng Lao động            |
| Phó chủ tịch              | Hong Ki-ju     | Đảng Dân chủ             |
| Tổng Thư ký               | Han Pyong-ok   | Đảng Lao động            |
| Bộ Kế hoạch               | Jong Jun-taek  | Đảng Lao động            |
| Sở Công nghiệp            | Ri Mun-hwan    | Độc lập                  |
| Bộ Nội vụ                 | Pak Il-u       | Đảng Lao động            |
| Sở Ngoại vụ               | Ri Kang-guk    | Đảng Công nhân           |
| Sở Tài chính              | Ri Pong-su     | Đảng Lao động            |
| Sở Giao thông vận tải     | Ho Nam-hui     | Độc lập                  |
| Sở Nông lâm nghiệp        | Ri Sun-gun     | Đảng Lao động            |
| Bộ Dịch vụ Bưu chính      | Ju Hwang-sop   | Đảng Thanh hữu Thiên Đạo |
| Bộ phận thương mại        | Jang Si-u      | Đảng Lao động            |
| Sở Y tế                   | Ri Tong-yong   | Đảng Dân chủ             |
| Bộ Giáo dục               | Han Sol-ya     | Đảng Lao động            |
| Bộ phận lao động          | O-sop          | Đảng Lao động            |
| bộ Tư pháp                | Choe Yong-dal  | Đảng Lao động            |
| Cục Kiểm duyệt công cộng  | Choe Chang-ik  | Đảng Lao động            |
| Bộ Điều hành              | Jang Jong-sik  | Đảng Lao động            |
| Bộ Tuyên truyền           | Ho Jong-suk    | Đảng Lao động            |
| Cục Chính sách lương thực | Song Pong-uk   | Đảng Lao động            |
| Tổng cục                  | Kim Jong-ju    | Đảng Thanh hữu Thiên Đạo |

## Giải thể
Nước Cộng hòa Dân chủ Nhân dân Triều Tiên đã tuyên bố trên 09 tháng 9 năm 1948, hòa tan một cách hiệu quả các chính phủ lâm thời. Các lực lượng Liên Xô đã rời khỏi Bắc Triều Tiên vào năm 1948.